# Carex pycnostachys
Carex pycnostachys är en halvgräsart som beskrevs av Grigorij Silych Karelin och Ivan Petrovich Kirilov. Carex pycnostachys ingår i släktet starrar, och familjen halvgräs. Inga underarter finns listade i Catalogue of Life.